# Triacetato di uridina
Il triacetato di uridina, un tempo conosciuto come vistonuridina, è un profarmaco triacetilato dell'uridina, somministrabile per via orale.
I suoi campi di utilizzo sono sostanzialmente due:
- negli individui affetti da aciduria orotica ereditaria, venduto con il nome commerciale di Xuriden;[2]
- nei pazienti incorsi nel sovradosaggio dei farmaci chemioterapici fluorouracile e/o capecitabina, i quali esibiscano un esordio improvviso con un quadro clinico particolarmente grave a livello cardiaco e del sistema nervoso centrale;[3] in assenza di tali segni clinici, l'insorgere, entro 96 ore dall'assunzione del chemioterapico, di effetti collaterali come neutropenia e segni di tossicità gastrointestinale rappresenta comunque un'indicazione all'uso del triacetato di uridina.[4] In questi pazienti il profarmaco è venduto con il nome di Vistogard.[5]

Sviluppato, prodotto e successivamente distribuito dalla casa farmaceutica Wellstat Therapeutics, nel 2015 il triacetato di uridina ha ricevuto dalla Food and Drug Administration (FDA) l'approvazione alla messa in commercio negli Stati Uniti.